# Edvard Kocbek
Edvard Kocbek (n. 27 septembrie 1904, Sveti Jurij ob Ščavnici, Ducatul Stiria, Austro-Ungaria – d. 3 noiembrie 1981, Ljubljana, Republica Socialistă Slovenia, RSF Iugoslavia) a fost un poet, scriitor, eseist, traducător și activist politic sloven. Este considerat a fi cel mai bun autor care a scris în limba slovenă.